# باغ علي عليا (مقاطعة دورود)
باغ علي عليا (بالفارسية: باغ علی علیا) هي قرية تقع في قسم جان الريفي (مقاطعة دورود) في إيران. يقدر عدد سكانها بـ 53 نسمة بحسب إحصاء 2016.